# Discours IV
Discours IV est une pièce pour 3 clarinettes (clarinette soprano, clarinette basse, clarinette contrebasse) de Vinko Globokar composée en 1984 et appartient au cycle de pièces Discours qui utilisent la voix de l'instrumentiste et le jeu de l' instrument. La pièce vise à traiter les relations sociales entre les musiciens ainsi que celles entre les musiciens et le public.
Les trois clarinettistes utilisent les clarinettes soprano en si bémol, basse et contrebasse de diverses manières, par exemple en faisant des bulles dans l'eau, en jouant à trois sur un seul instrument, en jouant comme un cuivre sans embouchure normale, et interprètent un texte en neuf points, dont chaque élément présente trois choix. 

## Histoire
« Les langues sont pour moi essentielles, j'en parle six couramment. Ce  mixage est très présent dans la musique que j'écris. C'est sans doute aussi parce que je ne suis pas un compositeur-pianiste mais un compositeur-tromboniste. Le piano est l'instrument le plus éloigné de la voix. Avec le trombone, le rapport entre la langue et la musique est pour moi très direct. Par exemple toute la série des pièces intitulées « Discours » de 1 à 6 sont  des pièces pour différents  instruments. Discours 1 pour un trombone, Discours 4 pour 3 clarinettes, Discours 6 pour quatuor à cordes : j'ai écrit ces pièces pour que les interprètes jouent comme s'ils parlaient ou l'inverse. Dans beaucoup d'autres pièces, comme la dernière  en  date « Exil 3-  La vie de l'émigré Edouard » qui sera créée à la Radio de Munich, il y a des voix, des mélanges de langues, une forme élaborée de complexité…  A tel point que ça n'est pas compréhensible. C'est volontaire car je crois qu'à travers la non-compréhension on commence à comprendre le fond de la pensée. Le langage se transforme en musique. »

— Vinko Globokar, Entretien avec Emmanuelle Pellegrini (2014)

## Structure
« la partition indique ainsi des déplacements des interprètes sur la scène, qui créent différents types d'interaction allant d'« isolés et tournant le dos au public » à « sur le bord de la scène face au public » en passant par « au centre, très rapprochés ». L'écriture utilise des modes de jeu très divers, souvent sans le bec de la clarinette, et les sons notés doivent fréquemment être joués en parlant dans l'instrument avec différentes expressions : du chuchotement au hurlement en passant par le bégaiement, sur un ton de « déclamation solennelle », « fatigué », « interrogatif-stupéfait », « animal/poétique », « désintéressé », « excité », etc. »

— Anne Roubet
La volonté du compositeur est de provoquer des réactions de la part des instrumentistes et du public.
La voix chantée et des styles de chant différents (« chanteur d'opéra », « arabe », « tibétain » ...) sont également demandés par le compositeur aux interprètes dans cette pièce.

## Hommage
En 1981, Alain Damiens a formé avec les clarinettistes Éric Lamberger et Olivier Oize et la chanteuse Marie-Claude Vallin un ensemble dénommé « Discours quatre ».
La pièce a été très jouée dans les années 1970-1980, par exemple:
- 29 septembre 1983, Festival Musica, Strasbourg  France, par L'Accroche-Note avec Armand Angster

Elle continue à être étudiée par les instrumentistes pour acquérir de nouveaux modes de jeu.

## Enregistrements (sélection)
- Vinko Globokar,  Discours IV pour 3 clarinettes, avec Jacques Di Donato, Jacques Noureddine, Michel Portal, (label Deutsche Harmonia Mundi, 1978)[5]
- Alain Damiens : Xenakis (Charisma) ; Haïm (Trio « Nighted ») ; Lenot (Lied VI) ; Fénelon (« Orion » Mythologie II) ; Vinko Globokar (Discours IV) (1991, Adda/Musique française d'aujourd'hui 581277) (OCLC 492401649)